# Rdeči sremičan
Rdeči sremičan je kakovostno rdeče vino iz bizeljsko-sremiškega vinorodnega okoliša.
V njem so zmešane sorte modri pinot, modra frankinja in žametna črnina. Vino je zaščiteno z blagovno znamko Bizeljsko-Sremič in pridelano v skladu s študijo zaščite kakovosti bizeljsko - sremiških vin. 
Je srednje intenzivno rubinasto rdeče vino s sadno aromo, v kateri je zaslutiti vonj gozdnih sadežev, suhih sliv in rahel pridih po praženem. Okus vina je lahkoten in krepek z rahlim taninskim priokusom. Postrežemo ga temperiranega na 12-14 ºC.